# Doença terminal
Doença terminal ou doença em estágio terminal é uma doença que não pode ser curar ou tratada adequadamente e que se espera resultar na morte do paciente. Este termo é mais comumente usado para doenças progressivas, como o câncer, ao invés de lesões fatais. Em uso popular, indica uma doença que evoluirá até a morte com quase absoluta certeza, independentemente do tratamento. Um paciente que possui tal doença pode ser referido como paciente terminal, doente terminal ou simplesmente como estando terminal. Não há uma expectativa de vida padronizada para que um paciente seja considerado terminal, embora geralmente essa expectativa seja de meses ou menos. Uma doença que é vitalícia, mas não fatal, é chamada de condição crônica.
Pacientes terminais têm opções para o manejo da doença após o diagnóstico. Exemplos incluem cuidado, tratamento contínuo, cuidados paliativos e cuidados de hospício, e suicídio assistido por médico. As decisões relativas ao manejo são tomadas pelo paciente e sua família, embora os profissionais de saúde possam oferecer recomendações de serviços disponíveis para pacientes terminais.
O estilo de vida após o diagnóstico varia conforme as decisões de manejo e a natureza da doença, podendo haver restrições dependendo do estado do paciente. Pacientes terminais podem experimentar depressão ou ansiedade associada à morte iminente, e familiares e cuidadores podem enfrentar encargos psicológicos. Intervenções psicoterapêuticas podem aliviar alguns desses encargos e frequentemente são incorporadas aos cuidados paliativos.
Quando os pacientes terminais estão cientes de suas mortes iminentes, eles têm tempo para se preparar para os cuidados, como diretivas antecipadas e testamentos vitalícios, que demonstraram melhorar os cuidados no fim da vida. Embora a morte não possa ser evitada, os pacientes podem se esforçar para morrer de forma considerada boa.
Contudo, muitos profissionais de saúde sentem-se desconfortáveis em informar às pessoas ou a seus familiares que estão morrendo. Para evitar conversas desagradáveis, podem reter informações e evitar responder a perguntas.

## Definição
Identificar com precisão o início do status terminal é importante porque geralmente ocasiona uma revisão dos objetivos do tratamento.
Embora não exista uma definição oficial única, há quatro características típicas para determinar se uma pessoa possui uma doença terminal:
- Espera-se que a pessoa morra devido a essa doença (isto é, não por causa da idade avançada).[7]
- A doença não pode ser curada (ou é medicamente improvável que seja curada)[7] e é esperado que piore.[8]
- A doença alcançou um estágio avançado.[7]
- A expectativa de vida remanescente, estatisticamente, é medida em semanas ou meses, em vez de anos ou décadas.[7]

Por exemplo, quatro diferentes leis federais dos EUA definem a expectativa de vida máxima de quatro maneiras diferentes: não mais do que seis meses, nove meses, 12 meses ou 24 meses.
Quando a expectativa de vida remanescente é de dias e o processo físico de morrer já começou, o termo morrendo ativamente pode ser usado em seu lugar.

## Comunicação do status terminal
A maioria das pessoas com doença terminal não se aflige ao ser informada de que provavelmente morrerão mais cedo do que mais tarde, e geralmente valorizam saber se sua expectativa de vida realista é de "semanas", "meses" ou "anos", mesmo que estimativas mais específicas não estejam disponíveis.
Contudo, muitos profissionais de saúde evitam dizer isso, pois se sentem desconfortáveis com a morte ou a percebem como um fracasso profissional.
Para evitar admitir que a pessoa inevitavelmente morrerá de uma condição incurável, podem reter informações ou, se pressionados, dar respostas excessivamente otimistas.
Por exemplo, se a pessoa típica nessa situação geralmente vive de dois a seis meses, pode-se mencionar apenas o número maior. Racionalizam essa afirmação inflacionada pensando em possibilidades de esperança, como a tentativa de um tratamento não comprovado (que poderia encurtar ainda mais a vida do paciente) ou porque sabem que a expectativa de vida é uma estimativa imperfeita e pode ser tanto mais curta quanto mais longa do que o esperado.
Eles podem sentir pressão dos familiares para dar notícias agradáveis ou para preservar a falsa aparência de esperança.
Frequentemente, desejam evitar as explosões emocionais associadas à compreensão precisa da situação médica.
Por exemplo, utilizam uma linguagem que nega a morte, como "Ela possui um diagnóstico limitante de vida" – um termo que faz com que a morte inevitável pareça menos inevitável – em vez de dizer de forma direta "Não importa o que façamos, sua filha certamente morrerá deste câncer, provavelmente nos próximos meses."

## Manejo
Por definição, não há cura ou tratamento adequado para doenças terminais. No entanto, alguns tipos de tratamentos médicos podem ser apropriados, como o tratamento para reduzir a dor ou facilitar a respiração.
Alguns pacientes com doença terminal interrompem todos os tratamentos debilitantes para reduzir efeitos colaterais indesejados. Outros continuam com tratamentos agressivos na esperança de um sucesso inesperado. Ainda outros rejeitam o tratamento médico convencional e buscam tratamentos não comprovados, como modificações radicais na dieta. As escolhas dos pacientes quanto aos diferentes tratamentos podem mudar ao longo do tempo.
Pessoas que optam por tratamentos agressivos geralmente não compreendem que sua doença atingiu um estágio terminal, e prosseguem com o tratamento porque não o consideram fútil.
Cuidados paliativos são normalmente oferecidos a pacientes com doença terminal, independentemente do seu estilo geral de manejo, se parecer que podem ajudar a controlar sintomas como a dor e melhorar a qualidade de vida. Cuidados de hospício, que podem ser fornecidos em casa ou em uma unidade de cuidados prolongados, adicionalmente proporcionam suporte emocional e espiritual para o paciente e seus entes queridos. Algumas abordagens complementares, como terapia de relaxamento, massagem e acupuntura podem aliviar alguns sintomas e outras causas de sofrimento.

### Cuidado (Assistência)
Pacientes terminais frequentemente necessitam de um Cuidador, que pode ser um enfermeiro, enfermeiro prático licenciado ou um membro da família. Os cuidadores podem ajudar os pacientes a receber medicamentos para reduzir a dor e controlar sintomas de náusea ou constipado. Eles também podem auxiliar o indivíduo nas atividades diárias e na mobilidade. Os cuidadores fornecem assistência com a alimentação e suporte psicológico, garantindo que o indivíduo esteja confortável.
A família do paciente pode ter dúvidas, e a maioria dos cuidadores pode fornecer informações que ajudem a acalmar os ânimos. Os médicos geralmente não fornecem estimativas por receio de instilar falsas esperanças ou anular a esperança do paciente.
Na maioria dos casos, o cuidador trabalha juntamente com os médicos e segue as instruções profissionais. O cuidador pode chamar o médico ou um enfermeiro se o paciente:
- experimentar dor excessiva;
- estiver em sofrimento ou tiver dificuldade para respirar;
- tiver dificuldade para urinar ou estiver constipado;
- cair e aparentar estar ferido;
- estiver deprimido e desejar se autolesionar;
- recusar tomar medicamentos prescritos, levantando preocupações éticas que são melhor abordadas por alguém com treinamento formal mais extenso;
- ou se o cuidador não souber como lidar com a situação.

A maioria dos cuidadores torna-se ouvinte do paciente, permitindo que este expresse medos e preocupações sem julgamentos. Os cuidadores tranquilizam o paciente e respeitam todas as diretivas antecipadas, mantendo a privacidade e a confidencialidade das informações.

### Cuidados paliativos
Os cuidados paliativos concentram-se em atender às necessidades dos pacientes após o diagnóstico da doença. Embora não sejam um tratamento para a doença, eles abordam as necessidades físicas dos pacientes – como o controle da dor –, oferecem suporte emocional, cuidam do paciente de forma psicológica e espiritual e auxiliam na construção de sistemas de apoio para enfrentar momentos difíceis. Ademais, podem ajudar os pacientes a tomar decisões e a compreender o que desejam em relação aos objetivos de tratamento e à qualidade de vida.
Os cuidados paliativos são uma tentativa de melhorar a qualidade de vida e o conforto dos pacientes, além de fornecer suporte aos familiares e cuidadores. Adicionalmente, reduzem os custos de internação hospitalar. Contudo, as necessidades desses cuidados frequentemente não são atendidas, seja pela falta de apoio governamental ou pelo possível estigma associado. Por essas razões, a Assembleia Mundial da Saúde recomenda o desenvolvimento dos cuidados paliativos nos sistemas de saúde.
Cuidados paliativos e os cuidados de hospícios são frequentemente confundidos, possuindo objetivos semelhantes. Contudo, os cuidados de hospício são especificamente destinados a pacientes terminais, enquanto os cuidados paliativos são mais gerais e oferecidos a pacientes que não são necessariamente terminais.

### Cuidados de hospício
Enquanto os hospitais se concentram no tratamento da doença, os hospícios focalizam na melhoria da qualidade de vida do paciente até o momento da morte. Pacientes em hospícios podem viver em paz, afastados do ambiente hospitalar; podem residir em casa com um provedor de hospício ou em uma unidade interna de hospício.
Um equívoco comum é que os cuidados de hospício aceleram a morte porque os pacientes "desistem" de lutar contra a doença. Contudo, pessoas em cuidados de hospício frequentemente vivem o mesmo tempo que pacientes hospitalizados, ou até mais. Além disso, os gastos com saúde de pessoas em hospícios são significativamente menores.
Os cuidados de hospício permitem que os pacientes passem mais tempo com a família e amigos. Pessoas em programas institucionais de hospícios (ao invés de cuidados domiciliares) também estão na companhia de outros pacientes de hospício, o que lhes oferece uma rede adicional de apoio.

### Medicações para pacientes terminais
Pacientes terminais que experimentam dor – especialmente dor relacionada ao câncer – frequentemente recebem prescrições de opioides para aliviar o sofrimento. A medicação específica prescrita varia conforme a gravidade da dor e o estado da doença.
Existem desigualdades na disponibilidade de opioides para pacientes terminais, especialmente em países onde o acesso a eles é limitado.
Um sintoma comum experimentado por muitos pacientes terminais é a dispneia, ou dificuldade para respirar. Para aliviar esse sintoma, os médicos também podem prescrever opioides. Alguns estudos sugerem que opioides orais podem ajudar com a falta de ar; entretanto, devido à ausência de evidência consistente e confiável, atualmente não está claro se eles realmente funcionam para esse fim.
Dependendo da condição do paciente, outras medicações serão prescritas conforme necessário. Por exemplo, se o paciente desenvolver depressão, serão prescritos antidepressivos. Medicações anti-inflamatórias e anti-náusea também podem ser utilizadas.

### Tratamento Continuado
Alguns pacientes terminais optam por continuar com tratamentos extensivos na esperança de uma cura milagrosa, seja participando de tratamentos experimentais e ensaios clínicos ou buscando um tratamento mais intenso para a doença. Em vez de "desistir da luta", esses pacientes gastam milhares de dólares a mais na tentativa de prolongar a vida por alguns meses adicionais. O que frequentemente desistem, entretanto, é da qualidade de vida no fim da vida, ao se submeterem a tratamentos intensos e muitas vezes desconfortáveis. Uma meta-análise de 34 estudos, incluindo 11.326 pacientes de 11 países, constatou que menos da metade dos pacientes terminais compreendia corretamente seu prognóstico, isto é, o curso da doença e a probabilidade de sobrevivência. Isso pode influenciar os pacientes a buscarem tratamentos desnecessários devido a expectativas irreais.

### Transplante
Para pacientes com falência renal em estágio final, estudos demonstraram que os transplantes aumentam a qualidade de vida e diminuem a mortalidade nessa população. Para serem incluídos na lista de transplante de órgãos, os pacientes são encaminhados e avaliados com base em critérios que variam desde as comorbidades atuais até o potencial de rejeição do órgão após o transplante. As medidas iniciais de triagem incluem exames de sangue, testes de gravidez, testes sorológicos, análise de urina, triagem de drogas, exames de imagem e avaliações físicas.
Para pacientes interessados em transplante de fígado, aqueles com insuficiência hepática aguda têm a maior prioridade em relação aos pacientes com apenas cirrose.
Pacientes com insuficiência hepática aguda apresentarão sintomas de sonolência ou confusão (encefalopatia hepática) e sangue mais fino (INR aumentado) devido à incapacidade do fígado de produzir fatores de coagulação.
Alguns pacientes podem apresentar hipertensão portal, hemorragias e inchaço abdominal (ascite). O Modelo para Doença Hepática em Estágio Final (MELD) é frequentemente utilizado para auxiliar na decisão e priorização dos candidatos ao transplante.

### Suicídio assistido por médico
Suicídio assistido por médico (SAM) é altamente controverso e legal em apenas alguns países. No SAM, os médicos, com consentimento voluntário escrito e verbal do paciente, fornecem os meios para que o paciente morra, geralmente por meio de medicamentos letais. O paciente então escolhe "morrer com dignidade," decidindo por si mesmo o momento e o local para morrer. As razões pelas quais os pacientes optam pelo SAM variam; podem incluir a expectativa de incapacidade e sofrimento futuros, a falta de controle sobre a morte, o impacto sobre a família, custos de saúde, cobertura de seguros, crenças pessoais, crenças religiosas, entre outras.
O SAM pode ser referido de diversas maneiras, como auxílio para morrer, morrer assistido, morte com dignidade, entre outros. Essas denominações muitas vezes dependem da organização e da postura adotada em relação ao tema. Nesta seção do artigo, ele será referido como SAM para manter a consistência com a página preexistente da Wikipédia: Suicídio assistido.
Nos Estados Unidos, o SAM ou assistência médica para morrer é legal em alguns estados, incluindo Oregon, Washington, Montana, Vermont e Novo México, e existem grupos tanto a favor quanto contra sua legalização.
Alguns grupos defendem o SAM porque acreditam que não terão controle sobre sua dor, serão um fardo para a família ou não querem perder a autonomia e o controle sobre suas próprias vidas, entre outras razões. Defendem que permitir o SAM é um ato de compaixão.
Enquanto alguns defendem a escolha pessoal sobre a morte, outros levantam preocupações em relação às políticas de seguros e ao potencial de abuso. De acordo com Sulmasy et al., os principais argumentos não religiosos contra o suicídio assistido por médico são:
- (1) "isso me ofende", pois o suicídio desvaloriza a vida humana;
- (2) a ladeira escorregadia, em que os limites sobre a eutanásia se desgastam gradualmente;
- (3) "a dor pode ser aliviada", já que os cuidados paliativos e as terapias modernas gerenciam a dor de forma cada vez mais adequada;
- (4) a integridade do médico e a confiança do paciente, pois participar do suicídio viola a integridade do médico e mina a confiança que os pacientes depositam nos profissionais para curar e não para causar dano.[38]

Novamente, há argumentos de que a legislação possui proteções suficientes para evitar a ladeira escorregadia. Por exemplo, a Morte com Dignidade em Oregon inclui períodos de espera, múltiplos pedidos de medicamentos letais, avaliação psiquiátrica em caso de possível depressão que possa influenciar as decisões, e o paciente engolindo pessoalmente as pílulas para garantir a decisão voluntária.
Médicos e profissionais de saúde também divergem quanto ao SAM. Alguns grupos, como o Colégio Americano de Médicos (ACP), a Associação Médica Americana (AMA), a Organização Mundial da Saúde, a Associação Americana de Enfermeiros, a Associação de Enfermeiros de Hospício e a Associação Americana de Psiquiatria, entre outros, emitiram declarações de posição contrárias à sua legalização.
O argumento do Colégio Americano de Médicos diz respeito à natureza da relação médico-paciente e aos princípios da profissão médica. Eles afirmam que, em vez de usar o SAM para controlar a morte, "por meio de cuidados de alta qualidade, comunicação eficaz, suporte compassivo e os recursos adequados, os médicos podem ajudar os pacientes a controlar muitos aspectos de como viver o último capítulo da vida."
Outros grupos, como a Associação de Estudantes de Medicina dos Estados Unidos, a Associação Americana de Saúde Pública e a Associação de Mulheres Médicas dos Estados Unidos, entre outros, apoiam o SAM como um ato de compaixão para o paciente em sofrimento.
Em muitos casos, o debate sobre o SAM está também ligado à necessidade de cuidados paliativos adequados. A Associação Internacional para Hospícios e Cuidados Paliativos emitiu uma declaração de posição argumentando contra a legalização do SAM, a menos que existam sistemas abrangentes de cuidados paliativos no país. Pode-se argumentar que, com cuidados paliativos apropriados, o paciente experimentaria menos sintomas intoleráveis – sejam eles físicos ou emocionais – e não optaria pela morte em função desses sintomas. Além disso, os cuidados paliativos garantiriam que os pacientes recebessem informações adequadas sobre seu prognóstico, evitando decisões precipitadas sobre o SAM.

## Cuidados Médicos
Muitos aspectos dos cuidados médicos são diferentes para pacientes terminais em comparação com aqueles hospitalizados por outras razões.

### Relações Médico-Paciente
Relações médico-paciente são cruciais em qualquer ambiente de saúde, e especialmente para pacientes terminais. É necessária uma confiança inerente no médico para fornecer o melhor cuidado possível ao paciente. No caso de doença terminal, frequentemente há ambiguidade na comunicação com o paciente sobre sua condição. Embora o prognóstico de uma condição terminal seja uma questão grave, os médicos não desejam suprimir toda a esperança, pois isso pode prejudicar desnecessariamente o estado mental do paciente e acarretar consequências não intencionais. Contudo, ser excessivamente otimista sobre os desfechos pode deixar pacientes e familiares devastados quando resultados negativos surgem, como frequentemente ocorre em doenças terminais.

### Previsões de Mortalidade
Frequentemente, um paciente é considerado doente terminal quando sua expectativa de vida estimada é de seis meses ou menos, baseando-se na suposição de que a doença seguirá seu curso normal conforme dados anteriores de outros pacientes. O padrão de seis meses é arbitrário, e as melhores estimativas disponíveis de longevidade podem estar incorretas. Embora um paciente possa ser corretamente considerado terminal, isso não garante que ele morrerá dentro de seis meses. Da mesma forma, um paciente com uma doença de progressão lenta, como a AIDS, pode não ser considerado terminal se a melhor estimativa de longevidade for superior a seis meses, embora isso não garanta que ele não morrerá inesperadamente antes do previsto.
Em geral, os médicos tendem a superestimar ligeiramente o tempo de sobrevivência de pacientes com câncer terminal. Por exemplo, uma pessoa que se espera viver cerca de seis semanas pode, na prática, vir a falecer em torno de quatro semanas.
Uma revisão sistemática recente sobre pacientes paliativos em geral (não exclusivamente os com câncer) afirma: "A precisão das estimativas categóricas nesta revisão variou de 23% a 78% e as estimativas contínuas superestimaram a sobrevivência real por, potencialmente, um fator de dois." Não houve evidência de que algum tipo específico de clínico fosse melhor em realizar essas previsões.

### Gastos com Saúde
Os cuidados de saúde durante o último ano de vida são onerosos, especialmente para pacientes que utilizam frequentemente os serviços hospitalares no fim da vida.
De fato, de acordo com Langton et al., houve "aumentos exponenciais no uso de serviços e nos custos à medida que a morte se aproximava."
Muitos pacientes terminais em processo de morrer são também levados ao departamento de emergência (DE) no fim da vida, quando o tratamento já não é mais benéfico, elevando os custos e utilizando espaço limitado no DE.
Embora frequentemente se alegue que os gastos com pacientes no fim da vida são "desproporcionais", os dados não comprovaram essa correlação.
O custo dos cuidados de saúde para pacientes no fim da vida representa 13% dos gastos anuais com saúde nos EUA. Contudo, dentre o grupo de pacientes com os maiores gastos, os pacientes no fim da vida correspondem a apenas 11%, o que significa que os gastos mais elevados não são compostos principalmente por pacientes terminais.
Muitos estudos recentes demonstraram que as opções de cuidados paliativos e de hospícios como alternativa são muito menos onerosas para pacientes no fim da vida.

## Impacto Psicológico
Lidar com a morte iminente é um tema difícil de digerir para muitos. Os pacientes podem experimentar luto, medo, solidão, depressão e ansiedade, entre muitas outras reações. A doença terminal também pode tornar os pacientes mais suscetíveis a desenvolver doenças psicológicas, como depressão e transtornos de ansiedade. Insônia é um sintoma comum nesses casos.
É importante que os entes queridos demonstrem apoio ao paciente durante esses momentos e ouçam suas preocupações.
Pessoas com doença terminal podem nem sempre chegar a aceitar sua morte iminente. Por exemplo, alguém que encontra força na negação pode nunca atingir um ponto de aceitação ou adaptação e reagir negativamente a qualquer declaração que ameace esse mecanismo de defesa.

### Impacto no Paciente
Depressão é relativamente comum entre pacientes terminais, e sua prevalência aumenta à medida que o estado de saúde piora. A depressão reduz a qualidade de vida, e uma parcela considerável dos pacientes que solicita suicídio assistido apresenta sintomas depressivos. Essas emoções negativas podem ser intensificadas pela falta de sono e pela dor. A depressão pode ser tratada com antidepressivos e/ou terapia, mas os médicos frequentemente não percebem a extensão da depressão nesses pacientes.
Devido à alta prevalência de depressão em pacientes terminais, o Colégio Americano de Médicos recomenda avaliações regulares para depressão nessa população e a prescrição adequada de antidepressivos.
Transtornos de ansiedade também são relativamente comuns em pacientes terminais, à medida que enfrentam sua mortalidade. Esses pacientes podem sentir angústia ao pensar sobre o que o futuro reserva, especialmente em relação ao bem-estar de seus familiares. É importante notar, contudo, que alguns medicamentos paliativos podem favorecer o surgimento de ansiedade.

### Estratégias de Enfrentamento para Pacientes
Os cuidadores podem ouvir as preocupações dos pacientes terminais para ajudá-los a refletir sobre suas emoções. Diferentes formas de psicoterapia e intervenções psicossociais – que podem ser oferecidas juntamente com os cuidados paliativos – podem auxiliar os pacientes a lidar e superar seus sentimentos. Segundo Block, "a maioria dos pacientes com doença terminal se beneficia de uma abordagem que combina suporte emocional, flexibilidade, valorização dos pontos fortes do paciente, um relacionamento caloroso e genuíno com o terapeuta, elementos de revisão da vida e a exploração de medos e preocupações."

### Impacto na Família
As famílias de pacientes terminais frequentemente sofrem consequências psicológicas. Se não estiverem bem preparadas para enfrentar a realidade da doença de um ente querido, os familiares podem desenvolver sintomas depressivos e até ter aumento da mortalidade. Cuidar de um parente doente também pode causar estresse, luto e preocupação. Além disso, o ônus financeiro do tratamento médico pode ser fonte de estresse.
Pais de crianças com doença terminal enfrentam desafios adicionais, como equilibrar o cuidado e a manutenção do emprego; muitos relatam sentir que precisam "fazer tudo", conciliando o cuidado com o filho com doença crônica, a frequência ao trabalho e o apoio aos demais membros da família.
Filhos de pais terminais frequentemente experimentam uma inversão de papéis, tornando-se os cuidadores de seus pais adultos. Ao assumir o fardo de cuidar do pai ou mãe doente e as responsabilidades que estes não podem mais cumprir, muitos desses filhos apresentam declínios significativos no desempenho acadêmico.

### Estratégias de Enfrentamento para a Família
Discutir a perda antecipada e planejar o futuro pode ajudar os familiares a aceitar e se preparar para a morte do paciente. Intervenções também podem ser oferecidas para o luto antecipatório. Em casos de consequências mais graves, como a depressão, recomenda-se uma intervenção ou terapia mais intensiva. Após a morte de um ente querido com doença terminal, muitos familiares que atuaram como cuidadores podem experimentar declínios em sua saúde mental.
O aconselhamento e a terapia para o luto também podem ser recomendados para os familiares após a morte de um ente querido.

## Morte
Ao morrer, os pacientes frequentemente se preocupam com sua qualidade de vida no fim, incluindo o sofrimento emocional e físico.
Para que familiares e médicos compreendam claramente o que o paciente deseja, recomenda-se que pacientes, médicos e familiares se reúnam para discutir as decisões do paciente antes que ele se torne incapaz de decidir.

### Diretivas Antecipadas
No fim da vida, especialmente quando os pacientes estão incapazes de tomar decisões sobre o tratamento, cabe aos familiares e médicos decidir o que acreditam que o paciente desejaria para sua morte – uma tarefa que frequentemente se mostra pesada e difícil de prever. Estima-se que 25% dos adultos americanos possuam uma diretiva antecipada, o que significa que a maioria deixa essas decisões para serem tomadas pela família, o que pode levar a conflitos e sentimentos de culpa. Embora seja um tema delicado, é importante discutir os planos do paciente quanto à continuidade do tratamento caso ele se torne incapaz de decidir. Isso deve ser feito enquanto o paciente ainda possui capacidade de decisão e assume a forma de uma diretiva antecipada. Essa diretiva deve ser atualizada regularmente conforme a condição do paciente evolua, para refletir seus desejos.
Algumas das decisões que podem ser abordadas nas diretivas antecipadas incluem: receber suporte de fluidos e nutrição, realizar transfusões de sangue, administrar antibióticos, reanimação (caso o coração pare de bater) e intubação (caso o paciente deixe de respirar).
Ter uma diretiva antecipada pode melhorar os cuidados no fim da vida.
É altamente recomendado por diversos estudos e meta-análises que os pacientes discutam e criem uma diretiva antecipada com seus médicos e familiares.

### Não ressuscitar
Uma das opções de cuidado que os pacientes podem discutir com seus familiares e profissionais de saúde é a ordem de não ressuscitar (DNR). Isso significa que, se o coração do paciente parar, a reanimação cardiopulmonar (RCP) e outros métodos para restabelecer os batimentos não serão realizados. Essa escolha é do paciente e pode depender de diversos fatores, sejam eles crenças pessoais ou preocupações médicas. As ordens de não ressuscitar podem ser vinculativas, tanto do ponto de vista médico quanto legalmente, conforme a jurisdição aplicável.
Decisões como essa devem estar indicadas na diretiva antecipada para que os desejos do paciente sejam respeitados e os cuidados no fim da vida sejam aprimorados.

### Sintomas próximos à morte
Uma variedade de sintomas torna-se mais evidente quando um paciente se aproxima da morte. Reconhecer esses sintomas e saber o que virá pode ajudar os familiares a se prepararem.
Durante as últimas semanas, os sintomas variam amplamente conforme a doença do paciente. Nas últimas horas, o paciente geralmente rejeitará alimentos e água, dormindo mais e optando por não interagir com as pessoas ao redor. Seu corpo pode apresentar comportamentos irregulares, como alterações na respiração – com pausas mais longas entre as inspirações –, ritmo cardíaco irregular, pressão baixa e extremidades frias. Contudo, é importante notar que os sintomas variam de paciente para paciente.

### Boa Morte
Pacientes, profissionais de saúde e familiares recentemente enlutados frequentemente descrevem uma "boa morte" com base em escolhas eficazes em alguns aspectos:
- Garantia de um manejo eficaz da dor e dos sintomas.
- Educação sobre a morte e suas consequências, especialmente no que tange à tomada de decisões.
- Alcance de metas significativas, como a resolução de conflitos passados.[6]

Nas últimas horas de vida, a sedação paliativa pode ser recomendada por um médico ou solicitada pelo paciente para aliviar os sintomas até o falecimento. A sedação paliativa não tem a intenção de prolongar a vida ou acelerar a morte; destina-se unicamente a aliviar os sintomas.

## Leituras adicionais
- "Deixando Ir" por Atul Gawande (link)
- "Últimos Dias de Vida" para pacientes com câncer fornecido pelo National Cancer Institute (link)
- "Vivendo com uma doença terminal" por Marie Curie (link)